# Octomeria wawrae
Octomeria wawrae là một loài thực vật có hoa trong họ Lan. Loài này được Rchb.f. ex Wawra mô tả khoa học đầu tiên năm 1888.